# Монморанси, Анн де
Анн I де Монморанси (фр.  Anne Ier de Montmorency; 15 марта 1492, Шантийи — 12 ноября 1567, Париж) — барон, затем 1-й герцог де Монморанси (1551), маршал Франции (1522), затем коннетабль Франции (1538), пэр Франции (1551). Французский военный и государственный деятель. Сын Гийома де Монморанси, сеньора де Монморанси (1456—1531) и Анны По, дамы де Ларошпо (ум. 1510).

## Биография
Крестной матерью его была королева Анна Бретонская, в честь которой он получил своё имя (по-французски женское имя Анна и мужское Анн пишутся и произносятся одинаково). Благодаря своему родственнику, Артю Гуффье, юный Анн воспитывался вместе с графом Ангулемским, будущим Франциском I. Бок о бок с королём он участвовал в битвах при Мариньяно (1515) и Бикокке (1522). В 1522 году был назначен маршалом Франции. В 1525-м в битве при Павии вместе с королём попал в плен.

В 1526 году Анн принимал участие в заключении Мадридского договора. В 1538 г. был назначен коннетаблем, но скоро потерял расположение короля. После вступления на престол Генриха II Монморанси вновь добился прежнего влияния и стал ближайшим советником короля. В 1548 руководил подавлением народного восстания в Бордо. В 1551 г. был пожалован герцогским титулом. 

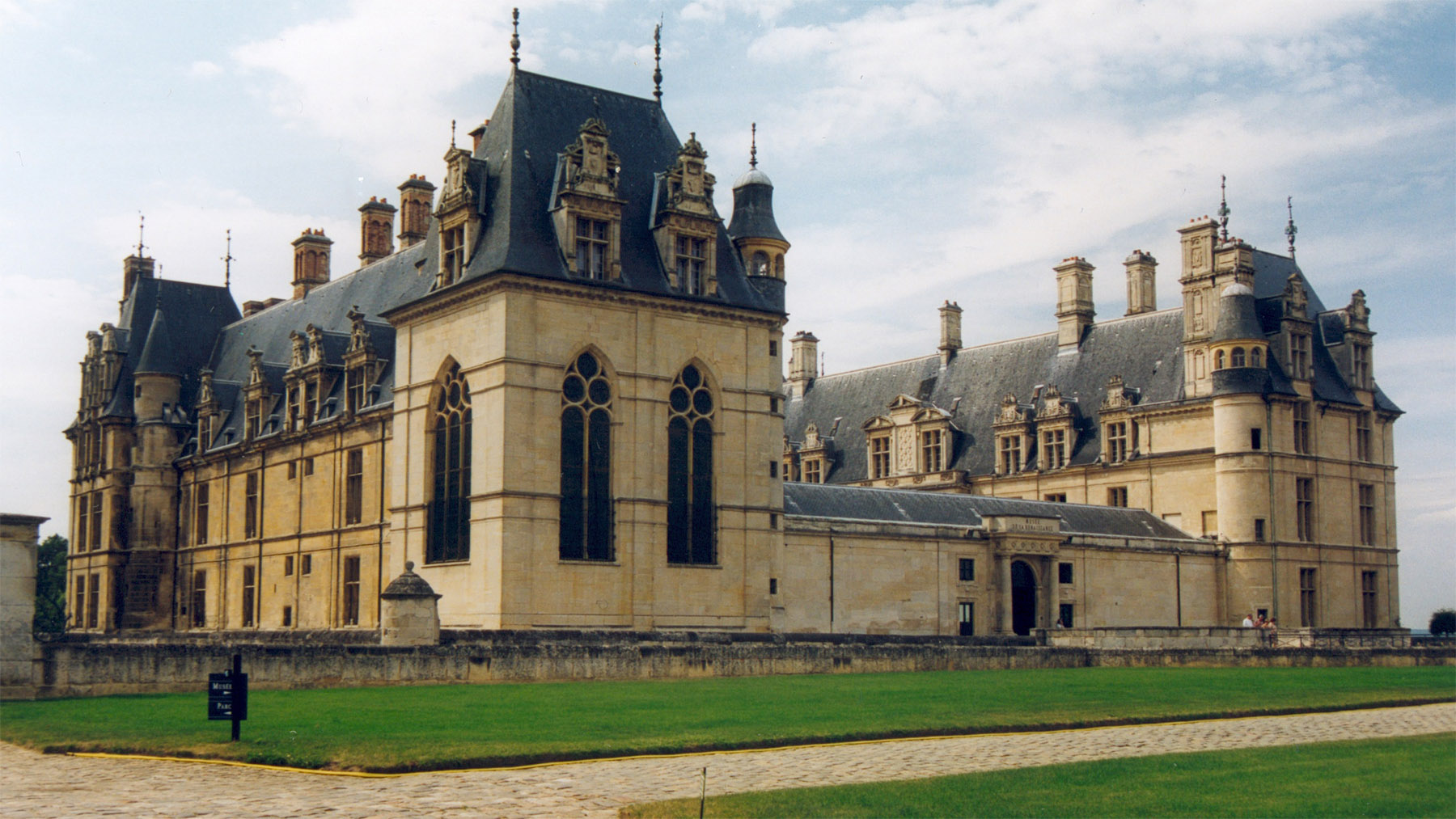
Экуэнский дворец Анна де Монморанси

В 1557 году, командуя французскими войсками против испанцев, он потерпел поражение, был ранен и взят в плен в сражении при Сен-Кантене. Через два года был освобождён по Като-Камбрезийскому миру (1559).
При короле Карле IX Монморанси стал одним из видных вождей крайней католической партии и образовал с герцогом Франсуа Гизом и маршалом Сент-Андре триумвират, руководивший делами при малолетнем короле. В 1562 г. он вместе с Гизом одержал победу над гугенотами при Дрё, а в 1567 г. был смертельно ранен в битве при Сен-Дени (10 ноября 1567). Был перевезён в Париж и скончался спустя двое суток.

## Семья Анна де Монморанси

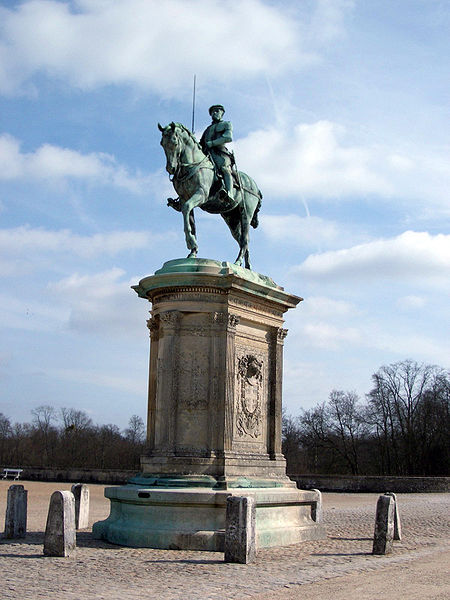
Конный памятник Анну де Монморанси во внутреннем дворе его дворца Шантийи

Жена: (с 10 января 1526) Мадлен Савойская, дочь «великого бастарда Савойи», двоюродная сестра короля Франциска I, баронесса де Монберон (ок. 1510-ок. 1586), имели 12 детей:
- Элеонора де Монморанси (ок. 1528—1556) замужем за Франсуа III де Ла Тур д'Овернь; мать маршала де Бульона.
- Жанна де Монморанси (1528—1596), замужем  за Луи III де Ла Тремуй, герцогом де Туар; мать Клода де Ла Тремуй;
- Анна де Монморанси (1529—1588), аббатиса монастыря Троицы в Кане
- Франсуа де Монморанси (1530—1579), 2-й герцог де Монморанси;
- Екатерина (Катрин) де Монморанси (1532—?), замужем за Франсуа III де Леви-Вантадуром;
- Анри де Монморанси (1534—1614), 3-й герцог де Монморанси;
- Луиза де Монморанси (1535—?);
- Шарль де Монморанси (1537—1612), сеньор де Мерю, затем герцог де Дамвиль, пэр Франции, генерал-полковник швейцарской гвардии, aдмирал Франции ;
- Мадлен де Монморанси (1537—1598), аббатиса монастыря Троицы в Кане после своей сестры Анны
- Габриель де Монморанси (1541—1562);
- Гийом де Монморанси (1544—1593), сеньор де Торе, в 1572-74 генерал-полковник легкой кавалерии;
- Мария де Монморанси (1546—?), замужем за Анри де Фуа-Кандалем.

Племянниками Анна де Монморанси были видные деятели гугенотов: Оде де Колиньи, Кардинал де Шатильон; Гаспар де Колиньи, адмирал Франции, и Франсуа де Колиньи, сеньор д’Андело.

## В культуре
- Монморанси является одним из героев романа Александра Дюма «Две Дианы».
- В телесериале «Королева змей» (2022-2024) роль Монморанси исполнили Барри Атсма (1 сезон) и Александр Виллом (2 сезон).

## В литературе
А. Дюма - "Королева Марго", "Две Дианы"